# Heimioporus mirabilis
Heimioporus mirabilis är en svampart som först beskrevs av William Alphonso Murrill, och fick sitt nu gällande namn av E. Horak 2004. Heimioporus mirabilis ingår i släktet Heimioporus och familjen Boletaceae.   Inga underarter finns listade i Catalogue of Life.